# ウェッソン (小惑星)
ウェッソン (2017 Wesson) は小惑星帯に位置する小惑星である。ハイデルベルクでドイツの天文学者マックス・ヴォルフが発見した。
アメリカの天文学者コンラッド・バードウェルの妻メアリー・ジョアン・ウェッソン・バードウェルの名前に因んで命名された。